# 데릭 존슨

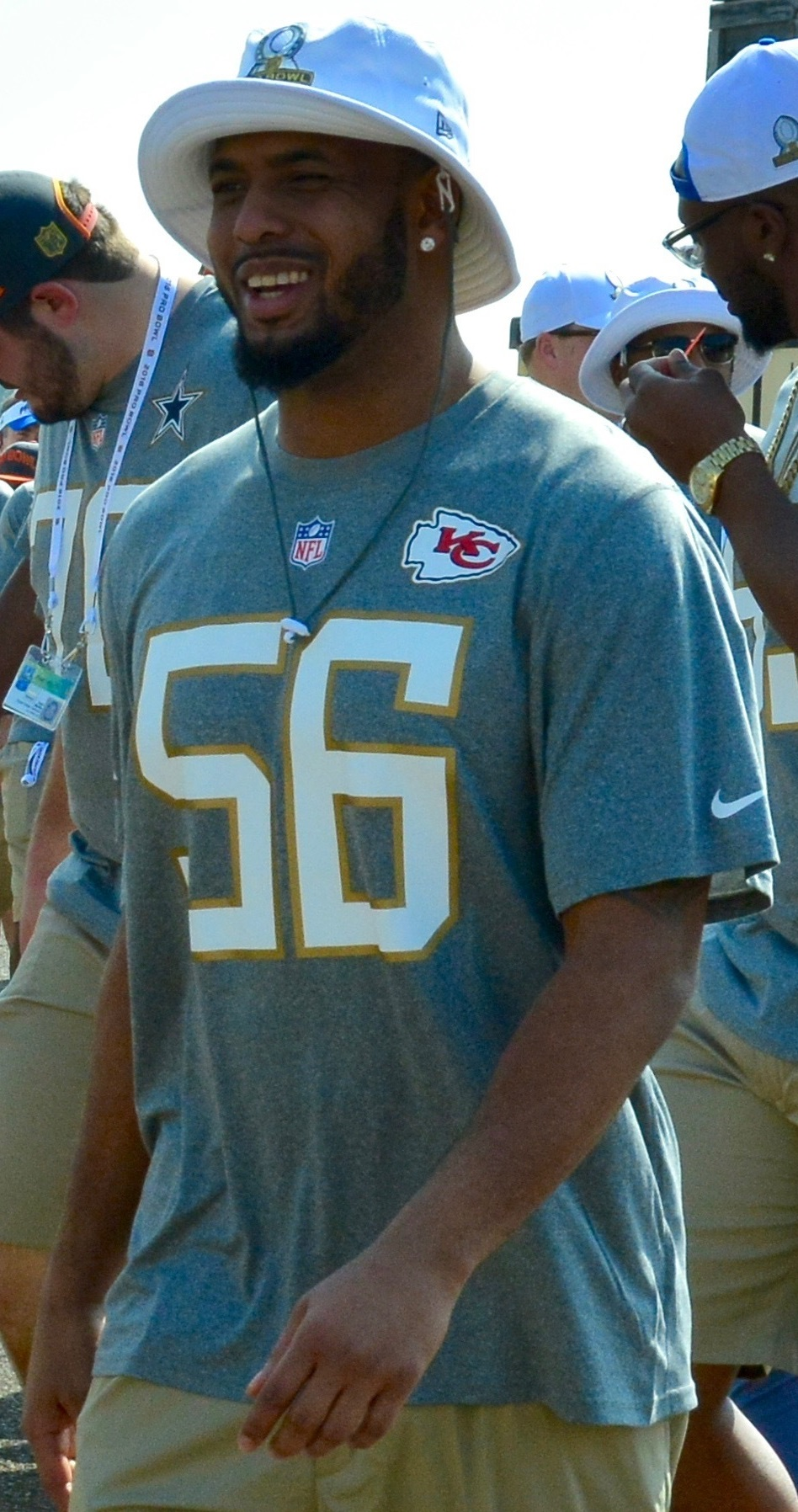
2016 프로 볼에서의 모습

데릭 존슨(Derrick Johnson, 본명: 데릭 오하라 존슨, Derrick O'Hara Johnson, 1982년 11월 22일 ~ )은 미국의 전 프로 미식축구 선수이자 내셔널 풋볼 리그(NFL)의 라인배커였다. 텍사스 롱혼스(Texas Longhorns)에서 대학 미식축구 경기를 펼쳤고, 두 번이나 미국 전체에서 인정받는 영예를 얻었다. 2005년 NFL 드래프트 1라운드에서 전체 15순위로 캔자스시티 치프스의 지명을 받았다. 치프스에서 13시즌 동안 4번의 프로볼 우승을 차지했다. 또한 오클랜드 레이더스에서 6경기를 뛰었다.